# Сантијаго Бенитез
Сантијаго Бенитез (1903—1997) је био парагвајски фудбалер који је играо као везни играч.

## Каријера
Бенитез је био део парагвајске фудбалске репрезентације која је учествовала на ФИФА-ином светском првенству 1930. Током већег дела своје каријере играо је за Олимпију Асунсион и био је кључни члан три узастопна државна првенства која је Олимпија освојила 1927, 1928 и 1929.